# Siempre fui yo

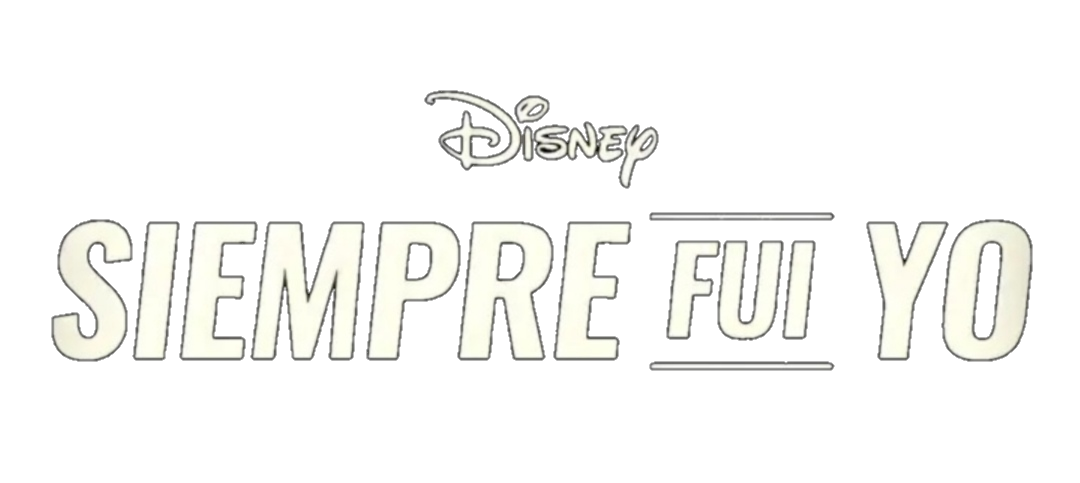

Siempre fui yo (bra: Sempre Fui Eu) é uma série de televisão via streaming de drama de mistério colombiana, que é produzida pelo The Mediapro Studio para a The Walt Disney Company. Protagonizada por Karol Sevilla e Pipe Bueno, a série conta com canções originais interpretadas por ambos e produzidas por Cali y El Dandee e Andrés Torres. O roteiro ficou a cargo de Marina Efron, Carmen López Areal, Ignacio Campón, Luci Porchietto e Andrés Rappoport. Na Espanha e América Latina (exceto Brasil), a primeira temporada de dez partes da série foi lançada em 15 de junho de 2022 no Disney+.
A série foi renovada para uma segunda temporada.

## Sinopse
Siempre fui yo segue as aventuras de Lupe (Sevilla), uma garota mexicana cuja vida toma um rumo inesperado quando ela descobre a morte de seu pai, El Faraón (Tappan) – a maior estrela musical da Colômbia – e decide deixar o México, seu país de origem, para trás para viajar para Cartagena e assistir ao funeral. Rapidamente, ela percebe que nada é o que parece e decide se inscrever em um concurso musical para ficar perto da comitiva de seu pai e investigar sua morte suspeita. Junto com Noah (Bueno), um jovem ex-assistente de seu pai, Lupe embarca em uma missão cheia de perigos, romance e muita música para resolver esse mistério no coração do Caribe colombiano.

## Elenco
- Karol Sevilla como María Guadalupe "Lupe" Díaz Smith
- Pipe Bueno como Noah
- Christian Tappan como Silvestre "El Faraón" Díaz
- José Julián Gaviria como Pipe
- Simón Savi como	Charly
- Antonio Sanint como	Lucas Martin
- Adriana Romero como	Wendy
- Juliana Velásquez como Angie
- Dubán Prado como Sammy
- Alejandro Gutiérrez como Kevin
- Katherine Escobar como Mercedes
- Eliana Raventós como Lucía
- Marisol Correa como Cecilia
- Felipe Botero acomo Ariel

## Episódios

### Resumo da série
| Temporada | Temporada | Episódios | Episódios | Originalmente lançado |                     |
| --------- | --------- | --------- | --------- | --------------------- | ------------------- |
|           | 1         | 10        | 10        | 15 de junho de 2022   | 15 de junho de 2022 |

### 1ª temporada (2022)
| N.º na série | N.º na temp. | Título                 | Dirigido por     | Escrito por                                                         | Lançamento          |
| ------------ | ------------ | ---------------------- | ---------------- | ------------------------------------------------------------------- | ------------------- |
| 1            | 1            | "El camino del Faraón" | Juan Felipe Cano | Marina Efron, Andres Salgado e Constanza Novick                     | 15 de junho de 2022 |
| 2            | 2            | "El salto"             | Juan Felipe Cano | Marina Efron, Andres Salgado, Constanza Novick e Carmen López-Areal | 15 de junho de 2022 |
| 3            | 3            | "La apuesta"           | Juan Felipe Cano | Marina Efron, Andres Salgado, Constanza Novick e Carmen López-Areal | 15 de junho de 2022 |
| 4            | 4            | "Anónimo"              | Juan Felipe Cano | Marina Efron, Andres Salgado, Constanza Novick e Carmen López-Areal | 15 de junho de 2022 |
| 5            | 5            | "Culpables"            | Juan Felipe Cano | Marina Efron e Carmen López-Areal                                   | 15 de junho de 2022 |
| 6            | 6            | "Barcos de papel"      | Juan Felipe Cano | Marina Efron e Carmen López-Areal                                   | 15 de junho de 2022 |
| 7            | 7            | "La semifinal"         | Juan Felipe Cano | Marina Efron e Carmen López-Areal                                   | 15 de junho de 2022 |
| 8            | 8            | "Cambio de rumbo"      | Juan Felipe Cano | Marina Efron e Carmen López-Areal                                   | 15 de junho de 2022 |
| 9            | 9            | "Gira el zoótropo"     | Juan Felipe Cano | Marina Efron e Carmen López-Areal                                   | 15 de junho de 2022 |
| 10           | 10           | "Serendipia"           | Juan Felipe Cano | Marina Efron e Carmen López-Areal                                   | 15 de junho de 2022 |

## Produção

### Desenvolvimento
Em março de 2020, foi noticiado que o Disney+ havia encomendado a série musical de suspense Siempre fui yo, criada e dirigida por Felipe Cano, que teria Leonardo Aranguibel e Cecilia Mendonça como produtores. A série inicialmente seria estrelada por Tini Stoessel e Sebastian Yatra, mas devido à separação, eles foram substituídos por Karol Sevilla e Pipe Bueno, e a sinopse da série foi completamente alterada.

### Filmagens
A fotografia principal da série começou em março de 2021 em Cartagena e Bogotá e terminou em maio na Península de Barú.

## Lançamento
Em 11 de maio de 2022 foi lançado o primeiro teaser para a série, junto com sua data de lançamento. Dias depois, em 18 de maio, foi lançado o pôster e trailer oficial.